# Milan-Turin 2016
La 97e édition du Milan-Turin a eu lieu le 28 septembre 2016. Elle fait partie du calendrier UCI Europe Tour 2016 en catégorie 1.HC.

## Équipes
| WorldTeams (11)- AG2R La Mondiale - Astana - BMC Racing Team - Cannondale-Drapac - Lampre-Merida - Movistar Team - Giant-Alpecin - Katusha - Sky - Tinkoff - Trek-Segafredo Équipes continentales professionnelles (7)- Androni Giocattoli-Sidermec - Bardiani CSF - Caja Rural-Seguros RGA - CCC Sprandi Polkowice - Gazprom-RusVelo - Nippo-Vini Fantini - Wilier Triestina-Southeast |
| |

## Classement général
La course est remportée par le Colombien Miguel Ángel López (Astana).
| \| Classement général \| Classement général \| Classement général \| Classement général \| Classement général \| \| Coureur \| Coureur \| Pays \| Équipe \| Temps \| \| ------------------ \| ------------------ \| ------------------ \| --------------------------- \| ------------------ \| \| 1er \| Miguel Ángel López \| Colombie \| Astana \| 4 h 13 min 36 s \| \| 2e \| Michael Woods \| Canada \| Cannondale-Drapac \| + 9 s \| \| 3e \| Rigoberto Urán \| Colombie \| Cannondale-Drapac \| + 14 s \| \| 4e \| Daniel Moreno \| Espagne \| Movistar Team \| + 19 s \| \| 5e \| Diego Ulissi \| Italie \| Lampre-Merida \| + 21 s \| \| 6e \| Fabio Aru \| Italie \| Astana \| + 23 s \| \| 7e \| Pello Bilbao \| Espagne \| Caja Rural-Seguros RGA \| + 27 s \| \| 8e \| Rodolfo Torres \| Colombie \| Androni Giocattoli-Sidermec \| + 32 s \| \| 9e \| Romain Bardet \| France \| AG2R La Mondiale \| + 36 s \| \| 10e \| Warren Barguil \| France \| Giant-Alpecin \| + 40 s \| \| 11e \| Sergio Pardilla \| Espagne \| Caja Rural-Seguros RGA \| + 40 s \| \| 12e \| Leopold König \| Tchéquie \| Team Sky \| + 40 s \| \| 13e \| Domenico Pozzovivo \| Italie \| AG2R La Mondiale \| + 47 s \| \| 14e \| Giovanni Visconti \| Italie \| Movistar Team \| + 52 s \| \| 15e \| Franco Pellizotti \| Italie \| Androni Giocattoli-Sidermec \| + 1 min 02 s \| \| 16e \| Alessio Taliani \| Italie \| Androni Giocattoli-Sidermec \| + 1 min 10 s \| \| 17e \| Daniel Martínez \| Colombie \| Wilier Triestina-Southeast \| + 1 min 10 s \| \| 18e \| Pierre Latour \| France \| AG2R La Mondiale \| + 1 min 14 s \| \| 19e \| Ben Hermans \| Belgique \| BMC Racing Team \| + 1 min 24 s \| \| 20e \| Damiano Cunego \| Italie \| Nippo-Vini Fantini \| + 1 min 26 s \| |                    |          |                             |                 |
| |                    |          |                             |                 |
| Sources : ProCyclingStats Cycling Quotient Cycling Archives |                    |          |                             |                 |
| Classement général |                    |          |                             |                 |
| Coureur | Coureur            | Pays     | Équipe                      | Temps           |
| 1er | Miguel Ángel López | Colombie | Astana                      | 4 h 13 min 36 s |
| 2e | Michael Woods      | Canada   | Cannondale-Drapac           | + 9 s           |
| 3e | Rigoberto Urán     | Colombie | Cannondale-Drapac           | + 14 s          |
| 4e | Daniel Moreno      | Espagne  | Movistar Team               | + 19 s          |
| 5e | Diego Ulissi       | Italie   | Lampre-Merida               | + 21 s          |
| 6e | Fabio Aru          | Italie   | Astana                      | + 23 s          |
| 7e | Pello Bilbao       | Espagne  | Caja Rural-Seguros RGA      | + 27 s          |
| 8e | Rodolfo Torres     | Colombie | Androni Giocattoli-Sidermec | + 32 s          |
| 9e | Romain Bardet      | France   | AG2R La Mondiale            | + 36 s          |
| 10e | Warren Barguil     | France   | Giant-Alpecin               | + 40 s          |
| 11e | Sergio Pardilla    | Espagne  | Caja Rural-Seguros RGA      | + 40 s          |
| 12e | Leopold König      | Tchéquie | Team Sky                    | + 40 s          |
| 13e | Domenico Pozzovivo | Italie   | AG2R La Mondiale            | + 47 s          |
| 14e | Giovanni Visconti  | Italie   | Movistar Team               | + 52 s          |
| 15e | Franco Pellizotti  | Italie   | Androni Giocattoli-Sidermec | + 1 min 02 s    |
| 16e | Alessio Taliani    | Italie   | Androni Giocattoli-Sidermec | + 1 min 10 s    |
| 17e | Daniel Martínez    | Colombie | Wilier Triestina-Southeast  | + 1 min 10 s    |
| 18e | Pierre Latour      | France   | AG2R La Mondiale            | + 1 min 14 s    |
| 19e | Ben Hermans        | Belgique | BMC Racing Team             | + 1 min 24 s    |
| 20e | Damiano Cunego     | Italie   | Nippo-Vini Fantini          | + 1 min 26 s    |